# Publiczna Szkoła Podstawowa Nr 1 w Przysusze
Publiczna Szkoła Podstawowa Nr1 w Przysusze – jedna ze szkół publicznych w mieście Przysucha. Liczba uczniów ok. 400 (2007).

## Historia
Pierwsze pisemne wzmianki o szkole w Przysusze odnoszą się do roku 1811, kiedy to pod patronatem Ignacego Dembińskiego, właściciela Przysuchy, założono szkołę elementarną. Prawie, co rok zmieniano jej siedzibę ze względu na brak własnego budynku szkolnego. Wybuch I wojny światowej zahamował działalność oświatową. Podjęto ją w 1918 r., kiedy to Jadwiga Ineman otworzyła szkołę jednoklasową w domu Średniackiej, a później A. Żurowskiego. Posiadała ona cztery oddziały i około stu uczniów, a zajęcia prowadziło dwóch nauczycieli.
Z każdym rokiem wzrastała liczba uczniów i nauczycieli. Wynajmowano kolejne budynki, aby pomieścić dzieci (r. szk. 1925/1926 – 396 ucz., r. szk. 1932/1933 – ponad 700 ucz.), mimo to szkoła ze względu na warunki lokalowe była w sytuacji krytycznej. 5 lipca 1932 r. położono kamień węgielny pod budowę nowej szkoły. 20 sierpnia 1934 r. rozpoczął się nowy rok szkolny w nowym budynku (w miejscu dzisiejszej siedziby PSP nr 1). Szybkie tempo budowy zawdzięczano mobilizacji wysiłków wszystkich mieszkańców miasta. Organizowano zbiórki pieniędzy na ulicy, loterie fantowe, przedstawienia teatralne. Liczba uczniów wciąż rosła i część z nich uczyła się nadal w wynajętych salach.
W 1935 r. zatwierdzono dalszą rozbudowę szkoły w Przysusze. Cały okres międzywojenny upłynął pod znakiem budowy. Sprzedawano nalepki, żetony, chorągiewki, organizowano zbiórki pieniężne, aby zdobyć potrzebne fundusze. Wreszcie 1 maja 1939 r. po raz pierwszy w życiu szkoły zgromadzono wszystkie dzieci szkolne pod własnym dachem.
Wybuch II wojny światowej spowodował likwidację szkoły. 7 września Niemcy zajęli budynek na koszary dla wojska. Nauczyciele zdołali uratować część książek i pomocy. Te, które zabrali do swoich domów, stały się podstawą działalności oświatowej po wyzwoleniu. W okresie okupacji szkoła mieściła się w salach stowarzyszenia,, Przyszłość”. Tam też podjęto naukę po wyzwoleniu – 10 marca 1945 r., gdyż budynek szkoły był zdewastowany. Znów rozpoczęły się starania o jego remont – zbiórki uliczne, loterie fantowe. Ze społecznych pieniędzy zakupiono pierwsze ławki, biurko i maszynę do pisania. 8 września 1945 r. rozpoczął się rok szkolny we własnym odremontowanym budynku, ale sale świeciły pustką, dzieci siedziały na podłodze.
Po utworzeniu powiatu w 1955 r. wzrosła liczba mieszkańców i znów pojawiła się konieczność rozbudowy szkoły, ale dopiero na początku lat 70. XX w. zaczęto zbierać fundusze na ten cel. W 1972 r. z inicjatywy dyr. M. Września rozpoczęła się rozbudowa. Jednak na dobudowaniu kilku pomieszczeń nie skończyły się kłopoty szkoły, bowiem stara część budynku wymagała natychmiastowego remontu. Remont starej części przeprowadzono w 1976 r. W budynku zainstalowano centralne ogrzewanie, wodę, nowe oświetlenie, wymieniono dach, podłogi i położono tynki zewnętrzne.
Z każdym nowym rokiem szkolnym przybywało dzieci, warunki lokalowe szkoły stawały się coraz gorsze. Szkoła wynajmowała pomieszczenia w Cechu Rzemiosł Różnych, a w 1993 r. otrzymała od władz miasta budynek na Osiedlu Południe, w którym uczyły się dzieci klas I-III.
Od 1981 r. dyrektor szkoły podjął starania o dalszą rozbudowę i budowę sali gimnastycznej. W 1989 r. rozpoczęto prace ziemne pod przyszłą szkołę. 12 listopada 1990 r. powstał Społeczny Komitet Rozbudowy SP nr 1 w Przysusze, który pod przewodnictwem p. Z. Goryckiego zbierał fundusze od zakładów pracy i rodziców.
28 października 1996 r. odbyła się uroczystość przekazania nowych pomieszczeń do nauki. Nowy kompleks obiektów to: 8 sal lekcyjnych, szatnie dla każdej klasy, świetlica, nowoczesna kotłownia, stołówka.
30 maja 1997 r. oddano do użytku pełnowymiarową salę gimnastyczną. W następnym roku szkolnym zagospodarowano teren wokół szkoły.
W latach 2004–2006 przeprowadzono termomodernizację całego budynku szkolnego.

## Kadra kierownicza
- 1928–1939 – kierownik szkoły Kazimierz Ślifirski
- 1945–1965 – kierownik szkoły Marian Frankiewicz
- 1965–1970 – kierownik szkoły Stanisław Krasowski
- 1970 – 27 IV 1972 r. – kierownik szkoły Mieczysław Wrzesień
- 1972 – 31 VIII 2004 r. – dyrektor szkoły Mieczysław Wrzesień
- 1 IX 2004 – 31 VIII 2006 r. – dyrektor szkoły Mirosława Pawlusiak
- 1 IX 2006 – 31 VIII 2019 r. – dyrektor szkoły Grzegorz Jaszczura
- od 1 IX 2019 r. – dyrektor szkoły Anita Kacperska